# Gouvernement De Gasperi I

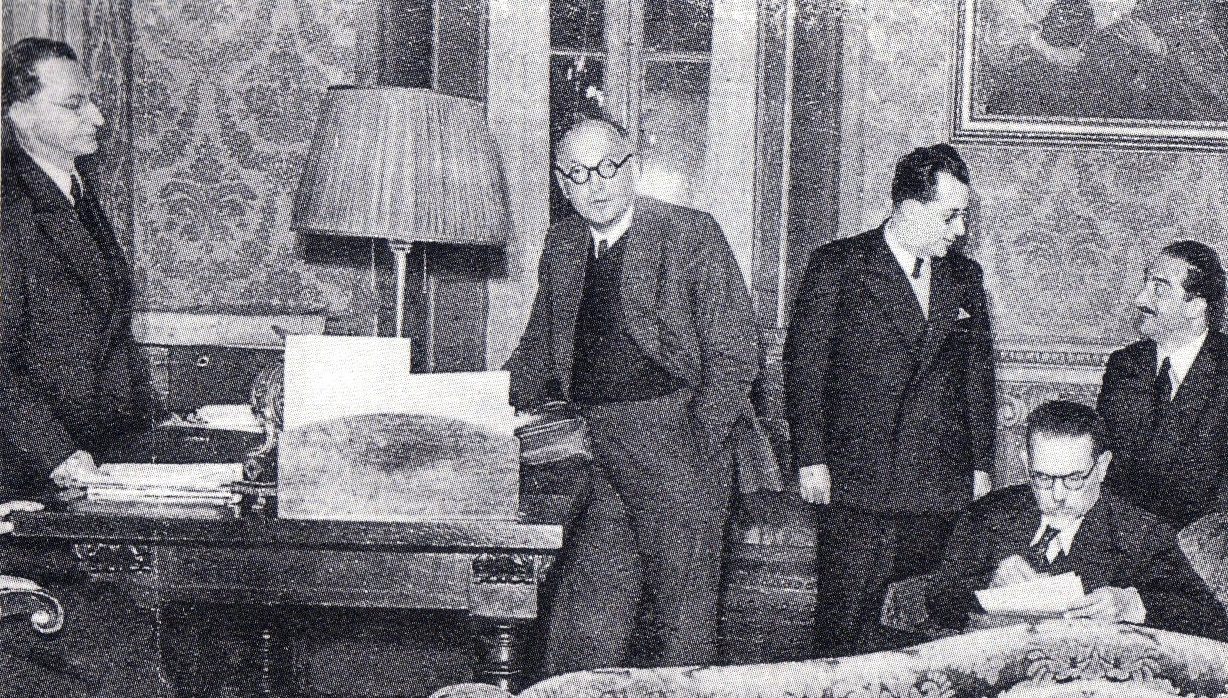
Réunion du gouvernement De Gasperi I

Le premier gouvernement d'Alcide De Gasperi, le dernier du royaume d'Italie, nommé par le roi Humbert II, est entré en fonctions le 10 décembre 1945, succédant au gouvernement de Ferruccio Parri. Il est resté en fonctions jusqu'au 13 juillet 1946, soit 203 jours. Il a été remplacé par le deuxième gouvernement d'Alcide De Gasperi.
C'est sous son mandat que le peuple italien décida, lors du référendum du 2 juin 1946, l'instauration de la République parlementaire.
Du 12 au 28 juin 1946, avant l'élection de Enrico De Nicola au poste de chef d'État provisoire, De Gasperi en tant que chef d'État porta le titre de Presidente provvisorio dello Stato.

## Composition
- Président du Conseil des ministres, M. Alcide De Gasperi
  - Président provisoire de l'État du 12 au 28 juin 1946.
- Vice-Président du Conseil des ministres, M. Pietro Nenni

### Ministres
- Ministre de l'Assemblée constituante, M. Pietro Nenni
- Ministre de la Consultation nationale

M. Emilio Lussu (jusqu'au 20.02.1946)
M. Alberto Cianca
- Ministre des Affaires étrangères, M. Alcide De Gasperi
- Ministre de l'Intérieur, M. Giuseppe Romita
- Ministre de l'Afrique italienne, M. Alcide De Gasperi (ad intérim)
- Ministre des Grâces et de la Justice, M. Palmiro Togliatti
- Ministre des Finances, M. Mauro Scoccimarro
- Ministre du Trésor, M. Epicarmo Corbino
- Ministre de la Guerre, M. Manlio Brosio
- Ministre de la Marine, M. Raffaele De Courten
- Ministre de l'Aéronautique, M. Mario Cevolotto
- Ministre de l'Instruction publique, M. Enrico Molè
- Ministre des Travaux publics, M. Leone Cattani
- Ministre de l'Agriculture et de la Forêt, M. Fausto Gullo
- Ministre des Transports, M. Riccardo Lombardi
- Ministre des Postes et Télécommunications, M. Mario Scelba
- Ministre de l'Industrie et du Commerce, M. Giovanni Gronchi
- Ministre du Travail et de la Prévoyance sociale, M. Gaetano Barbareschi
- Ministre du Commerce extérieur

M. Ugo La Malfa (09.01.1946 - 20.02.1946)
M. Mario Bracci
- Ministre de l'Assistance après-guerre, M. Luigi Gasparotto
- Ministre de la Reconstruction, M. Ugo La Malfa (jusqu'au 22.12.1945)

## Compléments